# Мауэрверк
Мауэрверк (нем. FC Mauerwerk) — футбольный клуб из Вены. Выступает в зоне «Восток» первенства Региональной лиги — третьей по уровню футбольной лиги Австрии.

## История
Футбольный клуб с названием «Карабах» появился в столице Австрии в 2014 году, когда азербайджанский бизнесмен Орхан Велиев (азерб. Orxan Vəliyev) приобрёл венский любительский клуб «Оттакринг» (нем. WS Ottakring), выступавший в шестой австрийской лиге (нем. Oberliga A). Клуб получил новое имя и задачу выйти к 2019 году в австрийскую Бундеслигу.
В сезоне 2014/15 «Карабах» занял в первенстве шестой лиги второе место, отстав на два очка от молодёжной команды Винер Шпорт-Клуба, и не получил права на выход в пятую лигу (нем. 2. Landesliga). Тогда Орхан Велиев решил задачу повышения «Карабаха» в классе путём покупки клуба пятой лиги «Кайзереберсдорф» (нем. SC Kaiserebersdorf-Srbija 08) и переименования его в «Карабах».
В сезоне 2015/16 годов «Карабах» стал победителем первенства пятой лиги и вышел в лигу четвёртого уровня (нем. Wiener Stadtliga). Также в этом сезоне «Карабах» стал обладателем Кубка Вены и получил право в следующем сезоне побороться за Кубок Австрии.
В сезоне 2016/17 годов «Карабах» победил в первенстве четвёртой лиги и вышел в Региональную лигу. Розыгрыш Кубка Австрии 2016—2017 «Карабах» покинул после первого раунда, проиграв венскому «Рапиду» со счётом 1:3.
29 июня 2018 было объявлено, что после того, как клубу не удалось выйти в первую лигу, его владельцем стал египтянин Мустафа Эльнимр. Команда стала носить имя «Мауэрверк» (Mauerwerk).

## Достижения
Винер-Штадтлига:
- Победитель (1): 2016—2017

2. Landesliga:
- Победитель (1): 2015—2016

Кубок Вены:
- Обладатель (1): 2015—2016